# Air-Algérie-Flug 5017
Koordinaten: 15° 8′ 4″ N, 1° 4′ 0″ W
Air-Algérie-Flug 5017 (Flugnummer: AH5017) war ein Linienflug von Ouagadougou nach Algier, auf dem Air Algérie am 24. Juli 2014 eine von der spanischen Swiftair gemietete McDonnell Douglas MD-83 einsetzte. Das Flugzeug sollte laut Plan um 05:40 Uhr UTC in Algier landen, stürzte allerdings auf malischem Staatsgebiet ab. Bei dem Unfall kamen alle 116 Insassen (6 Besatzungsmitglieder und 110 Passagiere) ums Leben.

## Flugverlauf
Die MD-83 startete um 01:15 Uhr Ortszeit (UTC) vom Flughafen Ouagadougou, wo laut METAR bereits Gewitter vorhergesagt worden waren. Auch für Teile der Route lag laut dem französischen Wetterdienst eine Unwetterwarnung vor. Um 01:39 Uhr UTC änderte die Besatzung nach Absprache mit der Flugsicherung den Kurs des Flugzeugs, um einer innertropischen Konvergenzzone (Gewitterlage) westlich auszuweichen.
Um 01:44 Uhr bestand ein letzter Funkkontakt zwischen AH 5017 und einem Jet der Royal Air Maroc, bei dem die Besatzung des kurz darauf verunglückten Flugzeugs berichtete, dass sie augenblicklich auf Flugfläche 310 (in 31.000 Fuß Höhe) einer Gefahr ausweiche („avoidance manoeuvre“). Eine wenig später von der Bezirkskontrollstelle (ACC) Niamey, Niger, an AH 5017 gerichtete Anfrage blieb ohne Antwort.
Nach einigen raschen, von dem später an der Unfallstelle geborgenen Flugdatenschreiber ab 01:44 Uhr aufgezeichneten, Veränderungen des Schubs der Strahltriebwerke, des Rollens um die Längsachse sowie eines viersekündigen Aussetzens der Autothrottle geriet das Flugzeug um 01:45:06 Uhr bei einer Geschwindigkeit von 203 Knoten in einen Sinkflug, die Triebwerke kamen in Leerlauf. Um 01:45:35 Uhr befand es sich mit einer Geschwindigkeit von 162 Knoten 1150 Fuß unterhalb der Flugfläche. In der Folge entwickelten sich die Neigungen um die Längs- und die Querachse dramatisch und erreichten vor dem Aufprall auf den Boden Ausprägungen von bis zu 80° nach unten und 140° nach links. Etwa 20 Sekunden vor dem Aufprall auf den Boden erhöhte sich die Triebwerksleistung wieder und erreichte nahezu Höchstleistung. Das Flugzeug prallte mit hoher Geschwindigkeit und aktiven Triebwerken auf den Erdboden.
Die Absturzstelle wurde nach einem Augenzeugenhinweis am Abend des 24. Juli von der Besatzung eines Helikopters aus Burkina Faso auf malischem Staatsgebiet, rund dreißig Kilometer nördlich der burkinischen Grenze, entdeckt. Durch den Aufprall des Flugzeugs war ein etwa 35 Meter langer, 11 Meter breiter und 1 Meter tiefer Krater entstanden, die Wrackteile waren in östlicher Richtung bis in etwa 420 Meter Entfernung verteilt. Der Fundort liegt im Kreis Gourma-Rharous in der Region Timbuktu, 80 km südöstlich der Stadt Gossi am gleichnamigen See und 160 km südwestlich der Stadt Gao.

## Wetterlage
Meteorologisch befindet sich über Afrika durch das Aufeinandertreffen von trockenen Luftmassen über der Sahara und vom Atlantik her kommenden feuchten Luftmassen von Mai bis Oktober eine intertropische Front. Dadurch entwickeln sich mächtige, über mehrere Längen- und Breitengrade und bis in mehr als 15.000 Meter Höhe reichende Cumulonimbus (Gewitterwolken)-Formationen und schwere Monsunregen, oft verbunden mit sehr heftigen Böen. Eine solche innertropische Front befand sich in der Nacht vom 23. auf den 24. Juli 2014 über dem nördlichen Mali.
Das Flugzeug war mit einem Airborne Wetterradar des Fabrikats Collins ausgerüstet.

## Flugzeug
Beim Flugzeug handelte es sich um eine McDonnell Douglas MD-83 mit dem Luftfahrzeugkennzeichen EC-LTV und der Seriennummer 53190. Zum Zeitpunkt des Flugunfalls befand es sich im Besitz der spanischen Balcargo S.L. mit Sitz in Madrid. Betreiber war seit dem 25. Oktober 2012 die spanische Swiftair und wurde von dieser im Wet-Lease (ACMI) inklusive seiner Besatzung seit dem 20. Januar 2014 von Air Algérie gechartert.
Die Maschine war mit zwei Triebwerken vom Typ Pratt & Whitney JT8D-219 ausgestattet und machte ihren Erstflug im Jahr 1996, sie war somit zum Absturzzeitpunkt 18 Jahre alt. Das Flugzeug wurde zuerst an Heliopolis Airlines ausgeliefert, flog dort bis Dezember 1997 und wurde an die Leasinggesellschaft zurückgegeben. Weitere Leasingnehmer waren die Fluggesellschaften Avianca und Air Austral. Schließlich wurde es am 24. Oktober 2012 von Swiftair übernommen.
Laut Angaben des Generaldirektors der französischen Aufsichtsbehörde für die Zivilluftfahrt ist das Flugzeug wenige Tage vor dem Unfall auf dem Flughafen Marseille untersucht worden und war in gutem Zustand.

## Bergung
Angesichts des kriegerischen Konflikts in Nordmali musste die drei Tage währende Untersuchung der in ebenem Gelände auf 270 m Höhe gelegenen Flugunfallstelle von französischen Streitkräften gesichert werden.

## Besatzung und Passagiere
Nach Angaben der Swiftair, die den Flug im Wet-Lease durchführte, befanden sich neben sechs spanischen Besatzungsmitgliedern 110 Fluggäste an Bord. Einige Passagiere besaßen eine doppelte Staatsbürgerschaft.
| Staatsangehörigkeit    | Anzahl |
| ---------------------- | ------ |
| Frankreich             | 52     |
| Burkina Faso           | 28     |
| Algerien               | 6      |
| Libanon                | 6      |
| Spanien                | 6 1    |
| Kanada                 | 5      |
| Deutschland            | 4      |
| Luxemburg              | 2      |
| Ägypten                | 1      |
| Belgien                | 1      |
| Kamerun                | 1      |
| Mali                   | 1      |
| Nigeria                | 1      |
| Schweiz                | 1      |
| Vereinigtes Königreich | 1      |

Viele Opfer waren für verschiedene Hilfsorganisationen tätig. Unter anderem befand sich in der Maschine der Kabinettsmitarbeiter Wilfred Somda, der zuletzt bei der in LaSalle, Ontario beheimateten burkinischen Appui Conseil International pour le Développement (ACID-SA) arbeitete. Bei den Opfern der Hilfsorganisationen handelt es sich u. a. um den Pharmazeuten und Präsidenten des Syndicat des Pharmaciens de la Creuse Bertrand Gineste, sowie André Joly, der gemeinsam mit der deutschen Chirurgin Jutta Zoller reiste. Beide gründeten 1989 das Hilfswerk Association Oxygène in Remiremont, welches sich unter anderem um Waisenkinder in Burkina Faso kümmerte. Ein weiterer Passagier war der in Frankreich beheimate malische Filmemacher und Drehbuchautor Bakary Diallo, der gemeinsam mit seinem kamerunischen Co-Regisseur Lorenzo Mbiahou aus Bobo-Dioulasso zurückkehrte.

## Ermittlung der Absturzursache
Die Ermittlungen wurden von den malischen Behörden in Kooperation mit der französischen Flugunfalluntersuchungsbehörde BEA durchgeführt. Am 7. August 2014 wurden die ersten Ergebnisse von den Auswertungen der Flugschreiber bekanntgegeben. Aus den gesicherten Daten konnte eine ungefähre Flugbahn berechnet werden, welche zeigt, dass das Flugzeug vor dem Absturz rapide an Geschwindigkeit verlor und bei 160 Knoten (etwa 300 km/h) nach links kippte. Daraufhin folgte ein schraubenlinienförmiger Sturzflug und das Flugzeug traf etwa 60 Sekunden später mit einer Geschwindigkeit von 380 Knoten (etwa 700 km/h) auf den Boden auf.
Am 2. April 2015 gab das BEA in einer Pressemitteilung bekannt, dass die Piloten vergessen hatten, die Enteisung der Drucksensoren an den Triebwerkskonen („nose cone pressure sensors“) in Betrieb zu nehmen. Diese Sensoren übermitteln Daten an die automatische Schubregulierung (Auto-Throttle-System). Etwa zwei Minuten nachdem die Maschine ihre Reiseflughöhe von rund 9.500 Meter (31.000 Fuß) erreicht hatte, begann der Sensor des rechten Triebwerks falsche Daten an den Autopiloten zu liefern; die Störung am Sensor des linken Triebwerks setzte 55 Sekunden später ein. Durch die fehlerhaften Daten reduzierte das Auto-Throttle-System über einen Zeitraum von 5 Minuten und 35 Sekunden langsam die Triebwerksleistung, so dass die Fluggeschwindigkeit von 290 auf 200 Knoten fiel. Durch den Geschwindigkeitsverlust erhöhte sich der Anstellwinkel des Flugzeugs kontinuierlich, was zu einem Strömungsabriss (Stall) führte. Als die Piloten 20 Sekunden nach Eintritt des Stalls den Autopiloten deaktivierten, rollte die Maschine nach links in eine inverse Fluglage und erreichte schließlich einen Rollwinkel (bank angle) von 140 Grad. Parallel dazu kippte die Maschine um 80 Grad über die Querachse (pitch) ab und ging in einen fast vertikalen Sturzflug über, der bis zum Aufprall beibehalten wurde.

## Ähnliche Ereignisse
- Northwest-Airlines-Flug 6231 mit einer Boeing 727 am 1. Dezember 1974
- Alas-Nacionales-Flug 301 mit einer Boeing 757 am 6. Februar 1996
- Aeroperú-Flug 603 mit einer Boeing 757 am 2. Oktober 1996
- Austral-Líneas-Aéreas-Flug 2553 mit einer Douglas DC-9 am 10. Oktober 1997
- West-Caribbean-Airways-Flug 708 mit einer McDonnell Douglas DC-9-82 am 16. August 2005
- Air-France-Flug 447 mit einem Airbus A330 am 1. Juni 2009
- Saratov-Airlines-Flug 703 mit einer Antonov An-148 am 11. Februar 2018